# 18 травня
18 травня — 138-й день року (139-й у високосні роки) в григоріанському календарі. До кінця року залишається 227 днів.

## Свята і пам'ятні дні

### Міжнародні
- ООН: Міжнародний день музеїв (ЮНЕСКО)
- Міжнародний день вакцини проти ВІЛ.

### Національні
- День боротьби за права кримськотатарського народу
- День пам'яті жертв геноциду кримськотатарського народу
- Україна: День резервіста України (2019)
- Туркменістан: День Конституції та День Державного прапора.
- Гаїті: День прапора і День університетів.
- США: День збройних сил.

### Професійні
- США: День логопеда-дефектолога.

### Релігійні

#### Християнство
- День Святого Іоанна I, Папи Римського.

Православні:
- Мучеників Феодота Анкирського, Петра, Діонісія, Андрія, Павла, Христини і мучениць сімох дів: Олександри, Текуси, Клавдії, Фаїни, Євфрасії, Матрони і Юлії.
- Мучеників Симеона, Ісаака і Вахтисія, Іраклія, Павлина і Венедима, Давида і Таричана.

### Іменини
✙ Православні: Богдан, Петро, Діонісій, Андрій, Павло, Христина, Олександра, Клавдія, Юлія

✝  Католицькі: Олександра, Іван, Ерик, Володимир,Ефразія, Фаїна, Фелікс, Ян, Клавдія, Сандра

## Події
- 1152 — У Пуатьє найбагатша спадкоємиця Європи Елеонора Аквітанська оголошена нареченою герцога Нормандського Генриха Плантагенета.
- 1268 — Єгипетські мамелюки захопили Антіохію.
- 1274 — Другий Ліонський собор проголосив хрестовий похід.
- 1291 — Єгипетські мамелюки захопили Акру — останню фортецю хрестоносців на Святій Землі.
- 1593 — Англійська Таємна Рада наказала заарештувати письменника Кристофера Марлоу.
- 1642 — Заснований Монреаль.
- 1781 — Іспанцями страчений лідер найбільшого повстання індіанців Перу Тупак Амару.
- 1792 — Російські війська вступили на терени Речі Посполитої з метою скасування устрою, встановленого «Конституцією 3 травня». Початок польсько-російської війни.
- 1804 — Наполеон проголошений імператором Франції.
- 1830 — У США почато промислове виробництво перших газонокосарок.
- 1848 — У Франкфурті-на-Майні відкрився перший загальнонімецький парламент.
- 1888 — У США вперше продемонстрована перша грамофонна платівка.
- 1899 — У Гаазі почалася перша мирна конференція
- 1915 — Під Ригою випробуваний перший у світі танк «Усюдихід».
- 1917 — У Києві почався I Всеукраїнський військовий з'їзд.
- 1918 — Внаслідок вибуху тротилу на хімічному заводі в Окдейлі (Пенсільванія, США) загинуло близько 200 осіб.
- 1920 — Всеукраїнська православна Церковна рада проголосила Українську православну церкву автокефальною.
- 1927 — Американська кінозірка Норма Толмадж випадково залишила відбиток своєї ступні на незастиглому асфальті, що наштовхнуло на ідею створення в Голлівуді алеї відбитків ніг кінозірок.
- 1928 — Почався розгляд «Шахтинської справи» про антирадянську змову інженерів Донбасу.
- 1935 — Розбився найбільший радянський літак «Максим Горький», 49 чоловік загинуло.
- 1940 — Герой Першої світової війни маршал Анрі Філіпп Петен призначений міністром оборони Франції.
- 1941 — Італійський герцог Сполето герцог Аостський Аймоне ді Торіно проголошений королем Хорватії Томіславом II
- 1942 — Німецька армія знищила залишки радянських військ на Керченському півострові

- 1943 — Японський підводний човен потопив австралійський корабель-госпіталь «Кентавр», 299 людей загинули.
- 1944 — Розпочалась депортація кримських татар з батьківщини. Всього з Криму за постановою Державного Комітету Оборони СРСР на спецпоселення було вивезено понад 100 тисяч кримських татар.
- 1944 — У Туреччині після серії профашистських демонстрацій введений надзвичайний стан.
- 1944 — Після тижневого штурму загони 2-го Польського корпусу захопили монастир Монте-Кассіно, відкривши союзникам дорогу на Рим.
- 1945 — німецький адмірал Карл Деніц видав декрет, в якому заявив про непричетність німецької армії до звірств в концтаборах.
- 1948 — Президія Верховної Ради РРФСР своїм указом замінила назви сіл Кримської області з кримськотатарських на російські (районні центри були перейменовані ще у 1944, а центри селищних рад — у 1945 році).
- 1949 — Відкритий перший в Нью-Йорку вертолітний майданчик.
- 1951 — ООН ввела економічні санкції проти Китаю у зв'язку з його підтримкою Північної Кореї.
- 1953 — Американська льотчиця Жаклін Кокран стала першою у світі жінкою, що подолала на літаку звуковий бар'єр.
- 1965 — В Дамаску повішений резидент ізраїльської розвідки в Сирії Елі Коен.
- 1974 — Індія стала шостою державою, що одержала атомну зброю.
- 1980 — Відкрили Івано-Франківський художній музей.
- 1980 — Внаслідок виверження вулкана Святої Олени в штаті Вашингтон загинули 57 осіб
- 1981 — У Цюриху американський бігун Рональдо Нехеміа першим в історії пробіг 110 метрів з бар'єрами швидше 13 секунд.
- 1990 — У Франції встановлений рекорд швидкості потягів (515,3 км/год)
- 1991 — Гелен Шерман стала першою британською жінкою, що піднялася в космос (разом з радянським екіпажем).
- 1992 — Вірменська армія захопила Лачинській коридор між Вірменією і Карабахом
- 1992 — Прийнята конституція Туркменістану
- 1994 — Завершене виведення ізраїльських військ з Сектору Газа.
- 1996 — У Тайвані створена піраміда з іграшкових кубиків заввишки 25,05 м.
- 1997 — Ірландка Бріджет Діррен одержала диплом з відзнакою Національного університету у віці 102 років (світовий рекорд).
- 1998 — Тисячі студентів захопили будівлю парламенту Індонезії в Джакарті, що спричинило падіння 32-річного режиму Сухарто.
- 1999 — В Криму здійснено невдалий замах на міського голову Сак Володимира Шевцова.
- 1999 — Уряд Канади після річних дискусій заявив, що він не регулюватиме і не контролюватиме Інтернет в країні.
- 2001 — Почалася технічна частина операції з підйому підводного човна «Курськ».
- 2005 — Ратифікацією Оттавської конвенції Україна остаточно зобов'язалася позбутися п'ятого найбільшого арсеналу протипіхотних мін у світі.

## Народились
Дивись також Категорія:Народились 18 травня
- 1048 — Омар Хаям, перський і таджицький поет, математик і філософ
- 1610 — Стефано делла Белла, італійський гравер.
- 1711 — Руджер-Йосип Бошкович, хорватський математик, астроном, геодезист, фізик, філософ і поет. Брат поета Баро Бошковича.
- 1788 — Г'ю Клаппертон, шотландський дослідник Африки, що перетнув Сахару з півночі на південь
- 1850 — Олівер Гевісайд, британський фізик, що передбачив існування іоносфери
- 1869 — Рупрехт Баварський, німецький генерал-фельдмаршал, кронпринц Баварії, військовий історик
- 1872 — Бертран Расселл, британський філософ, логік, математик. Лауреат Нобелівської премії з літератури за 1950 рік.
- 1877 — Олександр Пилькевич, український військовий діяч, член УЦР, генерал-хорунжий Армії УНР
- 1883 — Вальтер Ґропіус, німецький архітектор, засновник Баугаузу.
- 1895 — Августо Сандіно, національний герой Нікарагуа
- 1897 — Френк Капра, американський кінорежисер, володар трьох «Оскарів»
- 1901 — Вінсент дю Віньо, американський біохімік, дослідник гормонів, Нобелівський лауреат
- 1904 — Жан Габен, французький актор театру, кіно та вар'єте
- 1912 — Річард Брукс, американський кінорежисер, володар «Оскара»
- 1913 — Шарль Трене, французький співак, автор пісень, кіноактор.
- 1914 — Борис Христов, болгарський оперний співак
- 1920 — Іван Павло II, Папа Римський (1978—2005)
- 1933 — Бернадетт Ширак, дружина президента Франції Жака Ширака.
- 1937 — Жак Сантер, люксембурзький політик, голова Європейської Комісії.
- 1955 — Юньфат Чоу, китайський актор («Тигр підкрадається, дракон ховається»).
- 1957 — Міхаель Крету, німецький музикант, засновник і лідер групи «Енігма».
- 1960 — Ярі Куррі, фінський хокеїст.
- 1962 — Сандра, німецька поп-співачка.
- 1967 — Гайнц-Гаральд Френтцен, німецький автогонщик «Формули-1», пілот «Джордана»
- 1968 — Сергій Мартинов, білоруський спортсмен, бронзовий призер Олімпіади-2000 в кульовій стрільбі
- 1969 — Денніс Бергкамп, голландський футболіст
- 1972 — Тернер Стівенсон, канадський хокеїст
- 1978 — Рікарду Карвалью, португальський футболіст
- 1979 — Міхал Мартікан, словацький спортсмен, віце-чемпіон Олімпіади-2000 у веслуванні на каное
- 1979 — Маріуш Левандовський, польський футболіст
- 1995 — Ярина Чорногуз, українська поетеса, волонтерка, військовослужбовиця Збройних сил України, учасниця російсько-української війни.

## Померли
Дивись також Категорія:Померли 18 травня
- 1799 — П'єр Бомарше (* 24 січня 1732), французький драматург і публіцист.
- 1837 — Марґеріт Жерар, французька художниця, гравер, книжковий графік, представниця рококо, учениця Жана-Оноре Фраґонара.
- 1867 — Кларксон Фредерік Стенфілд, відомий англійський художник-мариніст. Син ірландського письменника, актора і моряка Джеймса Філда Стенфілда.
- 1910 — Олександр Кононович (* 12 лютого 1850) — український астроном.
- 1910 — Поліна Віардо-Гарсіа, французька співачка, композитор та педагог.
- 1911 — Густав Малер, австрійський композитор, оперний і симфонічний диригент.
- 1955 — Микола Дужий, український громадсько-політичний і військовий діяч (ОУН і УПА), підхорунжий УГА, секретар Головної Управи товариства «Просвіта», секретар президії УГВР
- 1973 — Авраам Шльонський, ізраїльський поет, літератор і видавець.
- 1981 — Вільям Сароян, американський письменник.
- 2007 — П'єр Жиль де Жен, французький фізик. Лавреат Нобелівської премії.
- 2012 — Дітріх Фішер-Діскау, німецький оперний та камерний співак (баритон), музикознавець, диригент.
- 2017 — Жак Фреско, американський інженер, промисловий дизайнер, і футуролог.
- 2021 — Олександр Чубаров, український футбольний тренер і функціонер. Багаторічний адміністратор київського «Динамо».